# Solomon Stoddard
Solomon Stoddard (* 27. September 1643 in Boston (Massachusetts Bay Colony); † 11. Februar 1729 in Northampton (Province of Massachusetts Bay)) war ein neuenglischer kongregationalistischer Prediger. Im September 1673 wurde er in der kongregationalistischen Gemeinde von Northampton ordiniert, wo er bis zum Februar 1727 diente.

## Familie und Verwandtschaft
Der Vater von Solomon Stoddard war Anthony Stoddard (ca. 1614–1686), der aus London (Middlesex) stammte und nach Neuengland auswanderte. Solomon Stoddard war der Sohn von Anthony aus der Ehe mit Mary Downing (ca. 1619–ca. 1646). Anthony Stoddard war erfolgreicher Geschäftsmann und stellvertretender Richter in Boston von 1665 bis 1684. Ein Bruder von Mary Downing war Sir George Thomas Downing, der u. a. unter Oliver Cromwell diente und auf seinem Grundstück in London die Downing Street bauen ließ.
Im März 1670 heiratete Solomon Stoddard in Northampton die Witwe Esther Mather Warham (1644–ca. 1736). Ihr erster Mann war Eleazer Mather (1637–1669), Sohn von Richard Mather (1596–1669). Zu den drei Kindern aus Esthers erster Ehe kamen noch zwölf weitere aus der Ehe mit Solomon hinzu.
Zu den Nachkommen zwischen Solomon Stoddard mit Esther Warham gehören u. a. Christian, John, Mary, Anthony, Rebecca und Esther.
Solomon Stoddards Tochter Christian, heiratete William Williams sr. (1665–1741) in seiner zweiten Ehe. William Williams sr. war einer der bekanntesten Pastoren von Massachusetts. Aus dieser Ehe entstammte u. a. Solomon Williams. (Der Sohn von Solomon Williams wiederum war William Williams (1731–1811), Unterzeichner der amerikanischen Unabhängigkeitserklärung am 4. Juli 1776.) Ein anderer Sohn von William Williams sr. war Israel Williams, der Kaufmann, Richter, Militärangehöriger und Herrscher von Hampshire war. Israel Williams war auch Nachlassverwalter von Ephraim Williams jr. Ephraim Williams verlor sein Leben 1755 in der Schlacht am Lake George. Aus seinem Vermögen entstand das Williams College in Williamstown (Massachusetts). Ephraim wollte durch sein Testament auch erreichen, dass alles Unrecht, das den Indianern in Stockbridge angetan worden sei, wiedergutgemacht werden solle.
Solomon Stoddards Sohn Anthony Stoddard (ca. 1678–1760) wurde Pastor in Woodbury (Connecticut). Der andere Sohn John Stoddard (ca. 1682–1748) wurde Colonel und vertrat Northampton in der Hauptstadt Boston.
Solomon Stoddards Tochter Esther (ca. 1672–1770) heiratete am 6. November 1694 den Prediger Timothy Edwards. Der Theologe Jonathan Edwards (1703–1758) war ihr Sohn.
Alle fünf Töchter von Solomon Stoddard heirateten Pastoren.

## Werdegang
1662 graduierte Solomon Stoddard in Harvard, wo er während vier Jahre als erster Bibliothekar der Institution wirkte. Zwischen 1670 und April 1672 hatte Stoddard beim Austeilen des Abendmahls ein besonderes, geistliches Erlebnis. Er empfing eine umfassende und herrliche Sicht auf Christus und seine große Liebe, die in der Erlösungstat am Kreuz zum Ausdruck kommt.

## Berufsleben
Solomon Stoddard war aus gesundheitlichen Gründen Pastor in Barbados von 1667 bis 1669 und folgte einem Ruf ins Pfarramt nach Northampton (Massachusetts), als Nachfolger von Eleazer Mather (1637–1669), Sohn von Richard Mather (1596–1669). Eigentlich wollte Stoddard gerade nach London auslaufen, als die Einladung erfolgte. Stoddard wurde im April 1672 Mitglied der kongregationalistischen Gemeinde in Northampton und im September 1673 offiziell ordiniert.
Stoddard hatte in seiner langen Dienstzeit fünf Zeiten mit geistlich besonders erwecklichen Aufbrüchen erlebt (1679, 1683, 1696, 1712 und 1718). Er ist in Northampton für seine Gaben und seine Gnade angesehen und bewundert gewesen.
Von Salomon Stoddard ist die Aussage überliefert: Wir sind nicht auf die Kanzel gerufen worden, um unsere Klugheit oder Wortgewandtheit zu beweisen, sondern um ein Feuer im Gewissen der Menschen zu entfachen.
1725 berief die Kirchgemeinde Northampton Stoddards Enkel Jonathan Edwards als Assistent. Edwards übernahm am 15. Februar 1727 die Gemeinde. Dieser übernahm später die frühere Linie von Stoddard bezüglich des Abendmahl-Verständnisses. Als Stoddard starb, gehörten 630 Menschen zu seiner Kirchgemeinde.

## Wirkung
1687 veröffentlichte Stoddard seine vielbeachtete Dissertation über den Jüngsten Tag (The Safety of Appearing at the Day of Judgment). Dadurch wurde auch ein Mentalitäts-Unterschied zwischen dem kirchlichen Osten (Boston) und dem Westen Neuenglands (Northampton) deutlich. Für Stoddard, der sich strikt an der calvinistischen Bundes-Theologie orientierte, war Gott der absolut und einzige Souverän, für den Osten war Gott einfach ein rationales Wesen. Stoddard fand, das alte kongregationalistische Prinzip, wonach die kirchliche Mitgliedschaft auf diejenigen begrenzt sein soll, welche ein Glaubensbekenntnis ablegten, und dass die Teilnahme am Abendmahl nur für solche offen ist, von welchen eine Bekehrung evident ist, würde bei ihnen im Grenzland nicht funktionieren. Zudem konnten bisher nur Eltern, die selber kirchliche Vollmitglieder waren, ihre Kinder zur Taufe bringen.
Solomon Stoddard war der wichtigste Prediger seiner Zeit im Connecticut-Tal und einer der wichtigsten im kolonialen Neuengland. Er öffnete das Abendmahl für alle (congregation), die einen ordentlichen Lebenswandel zeigten und Hoffnung hatten, ewig gerettet zu sein, auch wenn sie nicht volles Kirchenmitglied (church) waren. Stoddard war Fürsprecher in der Lancierung des Half-Way-Covenant, einer freieren Kirchenordnung von 1662 als Erweiterung der Cambridge Platform von 1648, die auf dem Bekenntnis von Westminster gründete, und in Connecticut und Massachusetts galt. Die kongregationalistische Synode von 1662 tagte in Harvard, als Stoddard dort studierte. Das Ziel des Half-Way-Covenant war, mehr Leute an die Kirche zu binden, weil aufgrund der Zuwanderung immer mehr Menschen nicht oder nur teilweise zur Kirche gehörten und nur noch eine Minderheit kirchliche Vollmitglieder waren. Stoddard war theologisch sehr fundiert, dachte aber trotzdem sehr praktisch. Die Mathers in Boston, die mehr von rein theoretischen Argumenten ausgingen, waren von seinen Vorschlägen schockiert. Ein späterer Gegner des sogenannten Stoddardeanism war u. a. auch Charles Hodge vom Princeton Theological Seminary.
Bezüglich der Erlangung des ewigen Heils lag Stoddard in der traditionellen calvinistischen Tradition. Er rief die Menschen zur Bekehrung und zu einem Leben mit Jesus Christus auf. Solomon Stoddard war insgesamt von den Lehren von Cotton Mather beeinflusst. Stoddard verlangte zu einem späteren Zeitpunkt von den Leuten kein öffentliches Glaubensbekenntnis mehr, um Mitglied der Kirche von Northampton zu werden. Northampton war eine der ersten Kirchgemeinden, die den Half-Way übernahmen. Ab 1677 begann Stoddard, den Grad der Mitgliedschaft in seiner Kirche zu differenzieren. Teil-Mitglieder hatten kein Stimmrecht und konnten nicht am Abendmahl teilnehmen. Stoddard nahm fortan praktisch jeden, mindestens als Teil-Mitglied, in seine Kirchgemeinde auf, außer die offensichtlich nicht als Christ lebenden Zeitgenossen. Sein Ziel war, dass sich die Teil-Mitglieder unter dem Einfluss der Predigten ganz zu Jesus Christus hinwenden und Voll-Mitglieder würden.
Durch seinen großen Einfluss wurden auch die anderen Kirchgemeinden im Westen (Connecticut-Tal) davon geprägt. Die einen Historiker interpretieren die neue Offenheit der stoddardschen Kirchenpolitik als demokratisch, die anderen wähnten, dass Stoddard so vom Kirchentribun zum Volkstribun wurde und daher sei das Ganze eher als autokratisch zu werten. Stoddard organisierte eine regionale Versammlung von Geistlichen, die Hampshire Association, wodurch die für den Kongregationalismus typische, strenge Autonomie der einzelnen Kirchgemeinde etwas gelockert wurde. Dies wurde für Connecticut 1705 in der Saybrook Platform bestätigt.